# Prins Claus Prijs
De Prins Claus Prijs is een Nederlandse prijs die jaarlijks wordt uitgereikt door het Prins Claus Fonds en is genoemd naar Claus van Amsberg, prins-gemaal van prinses Beatrix. 
De prijs wordt sinds 1997 uitgereikt aan kunstenaars die een progressieve en hedendaagse benadering hebben binnen een bepaald thema in de cultuur of ontwikkeling. Voor 2021 werd de prijs ook uitgereikt aan organisaties. De ontvangers komen hoofdzakelijk uit Afrika, Azië, Latijns-Amerika en de Caraïben.
De winnaars worden geselecteerd door een deskundige jury. De belangrijkste overweging van de jury is het positieve effect van de genomineerde binnen een breder cultureel of sociaal werkterrein. Cultuur wordt door het Prins Claus Fonds binnen een brede context gedefinieerd, waardoor allerlei soorten artistieke en intellectuele disciplines meetellen, waaronder wetenschap, media en opleiding.
De prijzen, elk ter hoogte van 50.000 euro, worden elke 2 jaar in december uitgereikt in het Paleis op de Dam. Het Prins Claus Fonds wordt financieel ondersteund door het Nederlandse ministerie van Buitenlandse Zaken en de Nationale Postcode Loterij.

## Laureaten

### 1997

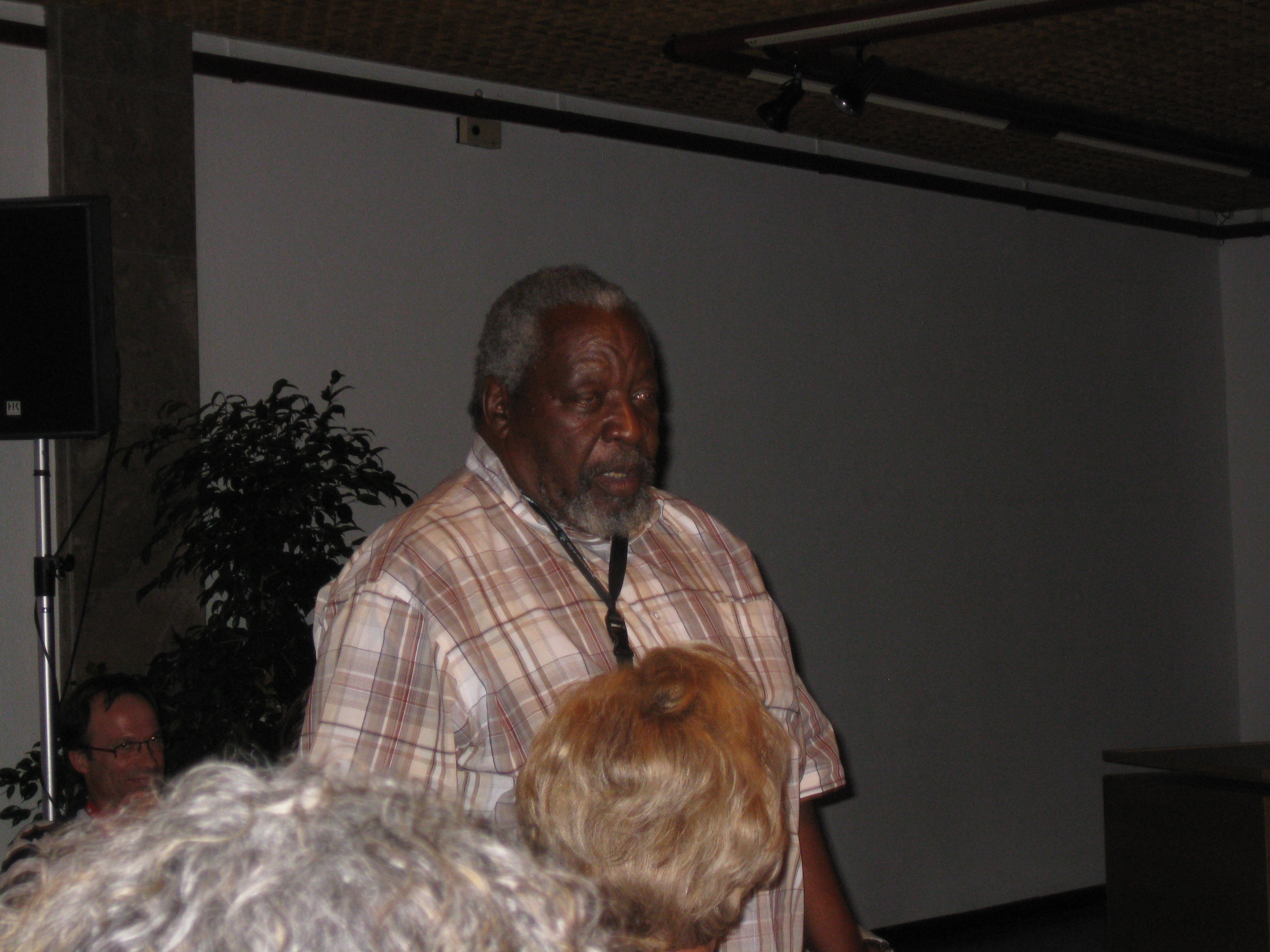
Malangatana Ngwenya

ThemaBuitengewoon werk op het gebied van cultuur en ontwikkeling in Azië, Amerika en in het bijzonder Afrika
Laureaten
- Internationale Boekenbeurs van Zimbabwe (Grote Prijs)
- Raad voor de Ontwikkeling van Sociaal Wetenschappelijk Onderzoek in Afrika (CODESRIA) (Senegal)
- Index on Censorship (Verenigd Koninkrijk), organisatie voor de vrijheid van meningsuiting
- Malangatana Ngwenya (Mozambique), kunstschilder en dichter
- Joseph Hanson Kwabena Nketia (Ghana), etnomusicoloog en componist
- Sardono Waluyo Kusumo (Indonesië), choreograaf, danser en filmmaker
- Bruno Stagno (Chili/Costa Rica), architect
- Jim Supangkat (Indonesië), beeldhouwer, kunstcriticus en conservator
- Abdeljelil Temimi (Tunesië), geschiedkundige
- Ernest Wamba dia Wamba (Congo-Kinshasa), politiekfilosoof

### 1998

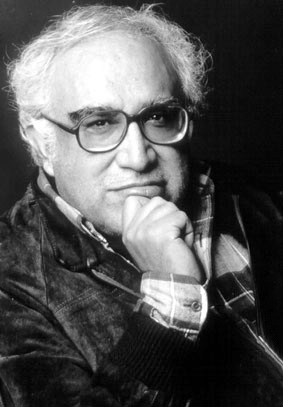
Carlos Monsiváis

ThemaDe kunst van Afrikaanse mode
Laureaten
- Alphadi (Niger) (Grote Prijs), modeontwerper
- Oumou Sy (Senegal) (Grote Prijs), modeontwerpster
- Tetteh Adzedu (Ghana) (Grote Prijs), modeontwerper
- Rakhshan Bani-Etemad (Iran), filmmaker
- Heri Dono (Indonesië), kunstschilder, beeldhouwer, installatiekunstenaar
- Ticio Escobar (Paraguay), kunstcriticus, conservator en museumdirecteur
- Jyotindra Jain (India), kunst- en cultuurwetenschapper
- Jean-Baptiste Kiéthéga (Burkina Faso), archeoloog en geschiedkundige
- David Koloane (Zuid-Afrika), beeldend kunstenaar en conservator
- Baaba Maal (Senegal), zanger
- Carlos Monsiváis (Mexico), schrijver, filosoof en journalist
- Redza Piyadasa (Maleisië), kunstenaar en kunstcriticus
- Rogelio Salmona (Colombia), architect
- Kumar Shahani (India), filmmaker
- Tian Zhuangzhuang (Volksrepubliek China), filmmaker
- Nazik Saba-Yared (Libanon), schrijfster, essayiste en literatuurcritica

### 1999

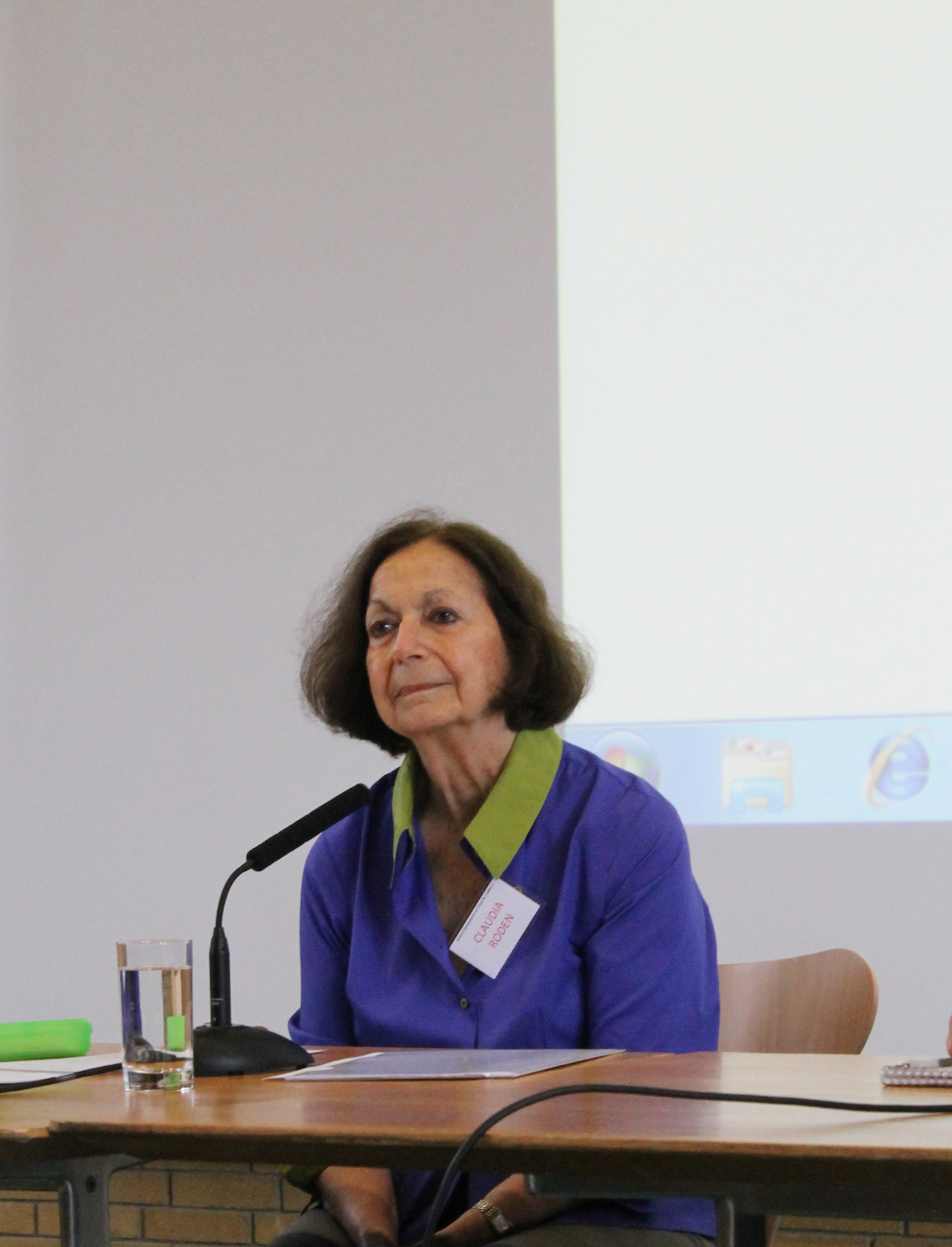
Claudia Roden

ThemaCreëren van ruimtes van vrijheid
Laureaten
- Mohamed Fellag (Frankrijk/Algerije) (Grote Prijs), komiek, acteur en schrijver
- Vitral (Cuba) (Grote Prijs), sociaal-cultureel tijdschrift
- Al Jazeera (Qatar) (Grote Prijs), onafhankelijk televisienetwerk
- Patrick Chamoiseau (Martinique), schrijver
- Paulin Hountondji (Benin), filosoof
- Cildo Meireles (Brazilië), beeldhouwer, installatie- en conceptueel kunstenaar
- Pepetela (Angola), schrijver
- Dessalegn Rahmato (Ethiopië), socioloog
- Juana Marta Rodas en Julia Isídrez (Paraguay), keramiekkunstenaressen
- Claudia Roden (Egypte), kookboekschrijfster
- Cheick Oumar Sissoko (Mali), filmmaker
- Tsai Chih Chung (Taiwan), cartoonist, striptekenaar en tekenfilmproducent
- Ken Yeang (Maleisië), architect

### 2000
ThemaStedelijke helden
Laureaten

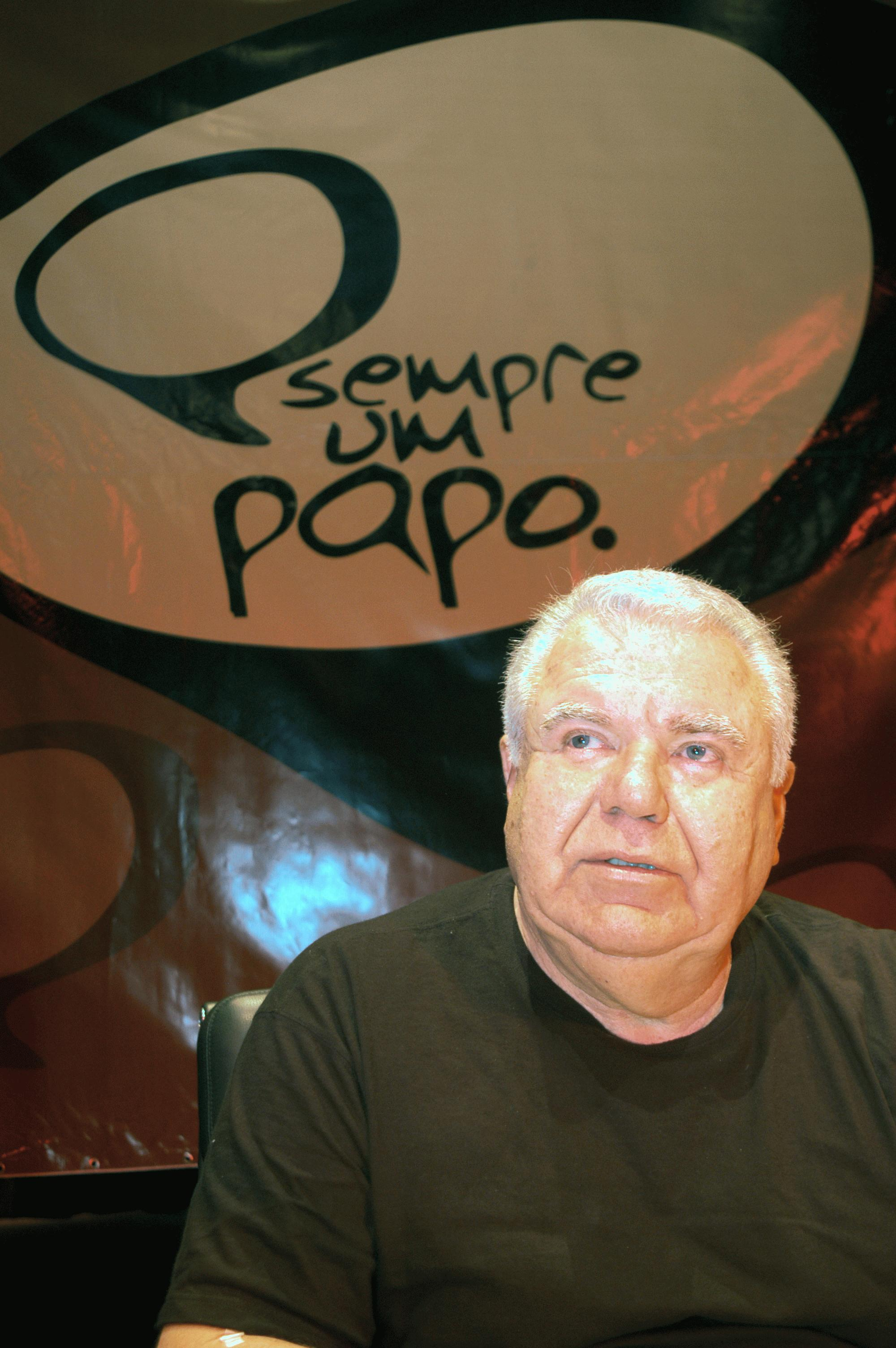
Jaime Lerner

- Jaime Lerner (Brazilië) (Grote Prijs), architect
- Viva Rio (Brazilië) (Grote Prijs), maatschappelijke vredesorganisatie
- Francisco Toledo (Mexico) (Grote Prijs), kunstschilder
- Bush Radio (Zuid-Afrika), onafhankelijk radiostation
- Communalism Combat (India), mensenrechtenorganisatie
- Cui Jian (Volksrepubliek China), singer-songwriter, trompettist, gitarist en filmacteur
- Film Resource Unit (Zuid-Afrika), onafhankelijke filmdistributeur
- Arif Hasan (Pakistan), architect, stedelijk planoloog, sociaalfilosoof en dichter
- Bhupen Khakhar (India), beeldend kunstenaar
- Komal Kothari (India), etnomusicoloog
- Werewere Liking (Ivoorkust), kunstschilderes, filmmaakster en schrijfster
- Ayu Utami (Indonesië), radiomaakster en schrijfster
- Levon Boyadjian (Van Leo) (Egypte), fotograaf

### 2001
ThemaCarnaval
Laureaten

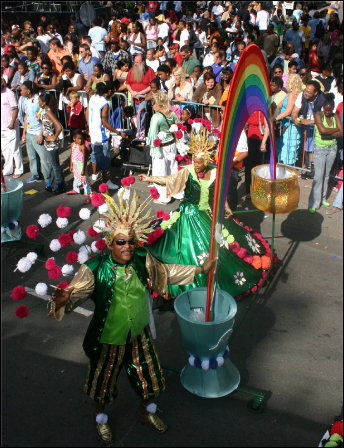
Zomercarnaval in Rotterdam, 2006

- Zomercarnaval Rotterdam (Grote Prijs)
- Peter Minshall, (Trinidad) (Grote Prijs), carnavalkostuumontwerper
- Chris Abani (Nigeria), schrijver en dichter
- Dương Thu Hương (Vietnam), schrijfster
- Samuel Fosso (Kameroen), fotograaf
- Jahan-e Ketab (Iran), literair tijdschrift
- Mehri Maftun (Afghanistan), etnomusicus
- Antun Maqdisi (Syrië), politiekfilosoof
- Ibrahim el-Salahi (Soedan), kunstschilder
- Elena Rivera Mirano (Filipijnen), zangeres, koorleidster en musicologe
- Talingo (Panama), cultureel tijdschrift
- Iván Thays (Peru), schrijver

### 2002

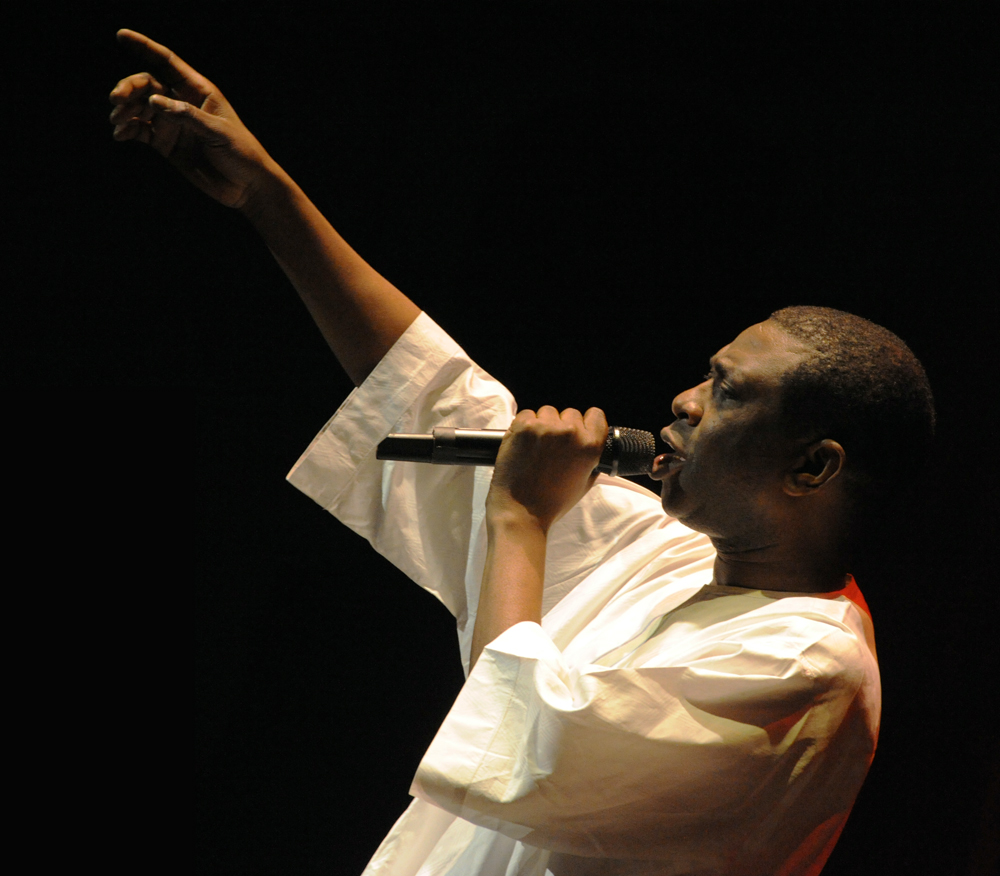
Youssou N'Dour

ThemaTalen en transculturele vormen van expressie
Laureaten
- Mohamed Chafik (Marokko) (Grote Prijs), schrijver
- Marcelo Araúz (Bolivia), festivaldirecteur, cultuurpromotor en koorleider
- Ali Farzat (Syrië), cartoonist
- Ferreira Gullar (Brazilië), schrijver en kunstcriticus
- Amira Hass (Israël), schrijfster
- Lembaga Kajian Islam dan Sosial (Indonesië), mensenrechtenorganisatie
- Virginia Pérez-Ratton (Costa Rica), kunstenares, kunstcritica en conservatrice
- Youssou N'Dour (Senegal), zanger
- Walter Tournier (Uruguay), filmmaker van animatiefilms
- Wu Liangyong (Volksrepubliek China), stedenbouwkundige

### 2003

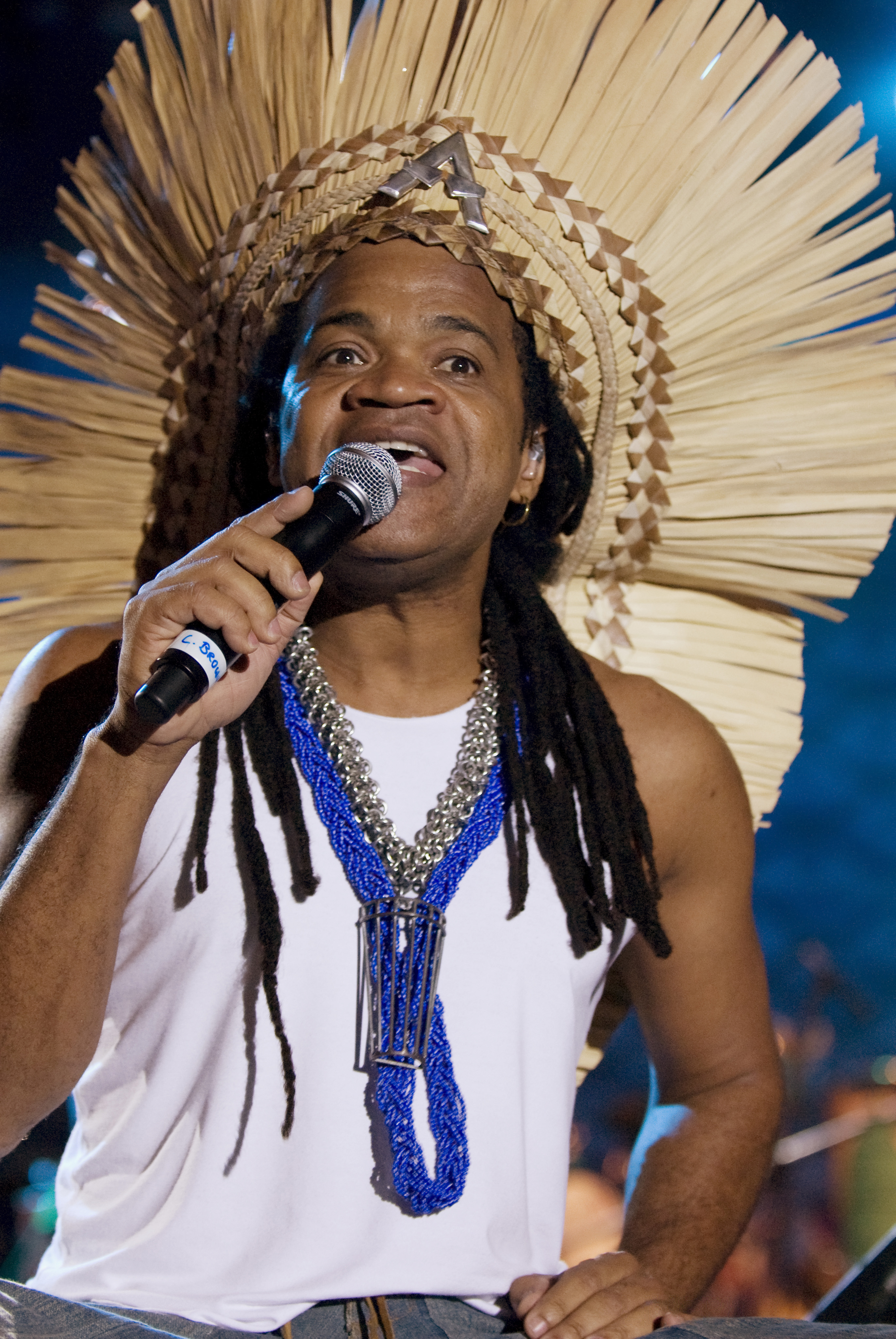
Carlinhos Brown

ThemaOverleving en innovatie van ambachten
Laureaten
- Wang Shixiang (Volksrepubliek China) (Grote Prijs), kunstverzamelaar en dichter
- Het Arabisch rapport van menselijke ontwikkeling van 2002 van met name Nader Fergany (Egypte)
- Mathare (Kenia), ontwikkelingshulporganisatie
- Carlinhos Brown (Brazilië), singer-songwriter en percussionist
- Lita Stantic (Argentinië), filmmaakster
- District Six Museum (Zuid-Afrika), apartheidsmuseum
- Hasan Saltik (Turkije), muziekproducent
- Mick Pearce (Zimbabwe), architect
- Reyum Institute of Arts and Culture (Cambodja), kunst- en cultuurinstituut
- Ganesh Devy (India), tribaal onderzoeker, schrijver en literatuurcriticus
- Yovita Meta (Indonesië), modeontwerpster, ambachtskunstenaar

### 2004

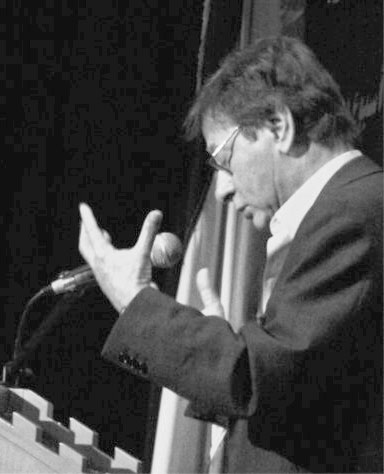
Mahmoud Darwish

ThemaPositieve resultaten van asiel en migratie
Laureaten
- Mahmoud Darwish (Palestijnse Gebieden) (Grote Prijs), dichter en schrijver
- Jawad al-Assadi (Irak), theatermaker en dichter
- Tin Moe (Myanmar), dichter
- Ivaldo Bertazzo (Brazilië), danser en choreograaf
- Bhutan Archery Federation (Bhutan), culturele boogschietvereniging
- Halet Çambel (Turkije), archeologe
- Omara Khan Massoudi (Afghanistan), museumdirecteur
- Memoria Abierta (Argentinië), mensenrechtenorganisatie
- Farroukh Qasim (Tadzjikistan), theatermaker
- Aminata Traoré (Mali), schrijfster en politiek activiste

### 2005
ThemaHumor en satire
Laureaten

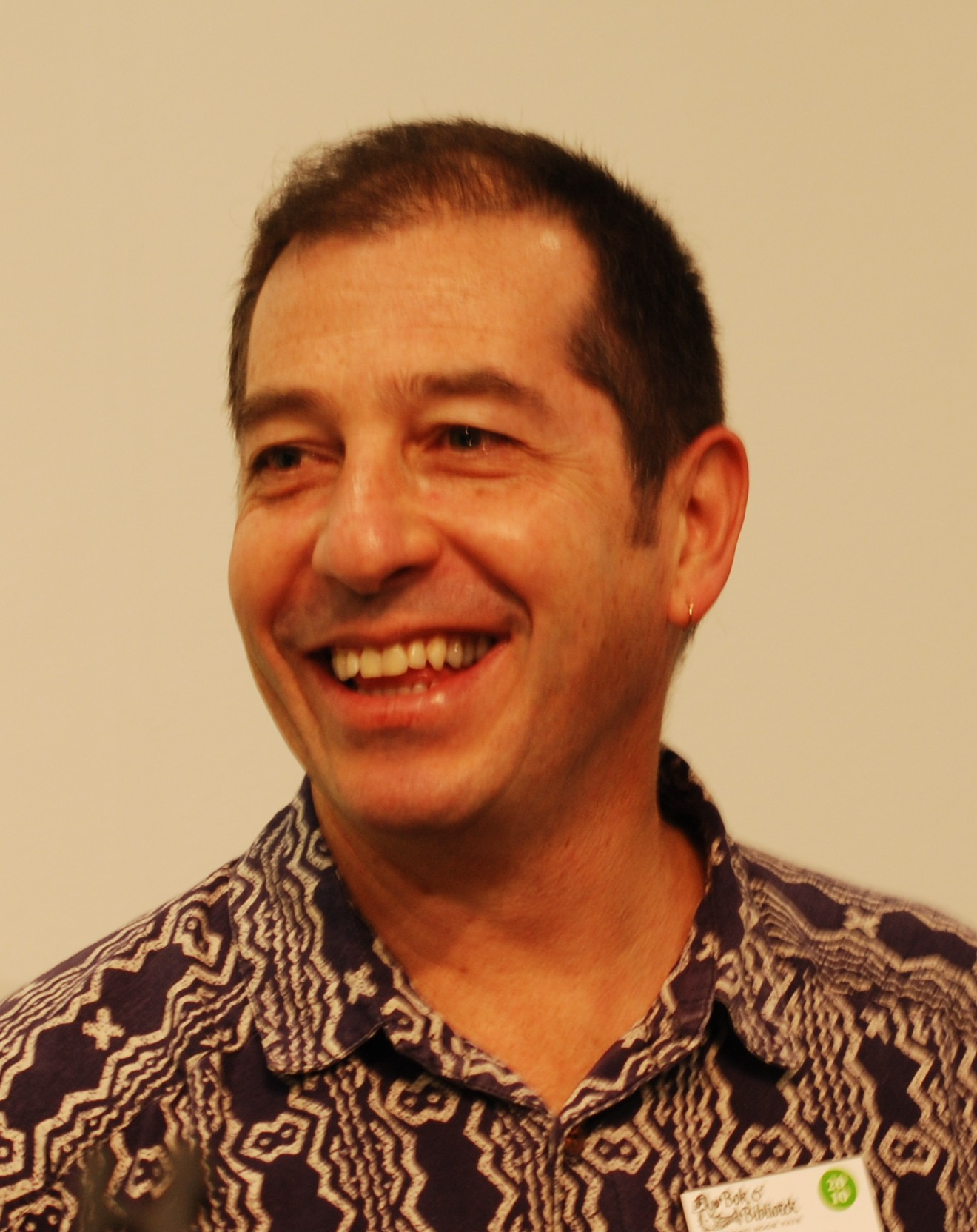
Jonathan Shapiro

- Jonathan Shapiro (Zuid-Afrika) (Grote Prijs), cartoonist
- Lenin el-Ramly (Egypte), schrijver en regisseur
- Slamet Gundono (Indonesië), wajangpoppenspeler en kunstenaar
- Edgar Langeveldt (Zimbabwe), stand-upcomedian, singer-songwriter en acteur
- Michael Poghosian (Armenië), acteur, zanger en cabaretier
- Joaquín Salvador Lavado, alias Quino (Argentinië), cartoonist en striptekenaar
- Ebrahim Nabavi (Iran), schrijver en satiricus
- Chéri Samba (Congo-Kinshasa), kunstschilder
- Niède Guidon (Brazilië), archeologe
- Abdul Sheriff (Tanzania), museumdirecteur
- Opiyo Okach (Kenia), danser en choreograaf

### 2006
Thema10 jaar Prins Claus Prijzen
Laureaten
- Reza Abedini (Iran) (Grote Prijs), grafisch kunstenaar en kunstcriticus
- Lida Abdul (Afghanistan), beeldend kunstenares en video- en fotografe
- Christine Tohmé (Libanon), conservatrice en kunstpromootster
- Erna Brodber (Jamaica), schrijfster en sociologe
- Henry Chakava (Kenia), uitgever
- Frankétienne (Haïti), schrijver, dichter, dramaturg, muzikant en kunstschilder
- Madeeha Gauhar (Pakistan), actrice, schrijfster en theatermaakster en vrouwenrechtenactiviste
- Michael Mel (Papoea-Nieuw-Guinea), kunstwetenschapper, conservator, filosoof, musicus en toneelschrijver
- Committee for Relevant Art (CORA) (Nigeria), kunstplatform
- Al Kamandjâti (Palestijnse Gebieden), muzikale ontwikkelingsorganisatie
- Musée national du Mali in Bamako (Mali), archeologisch en etnologisch museum

### 2007
ThemaCultuur en conflict
Laureaten

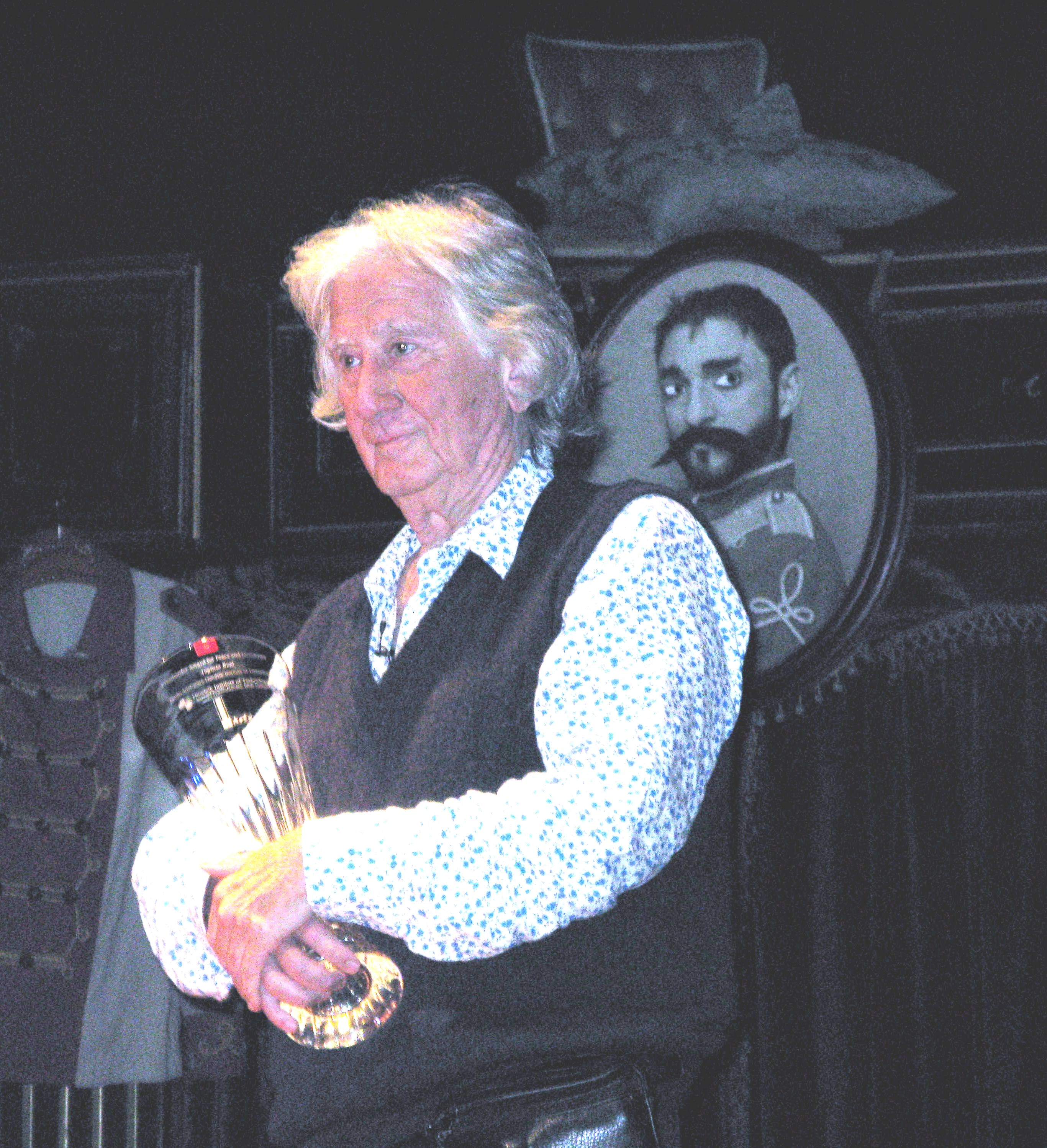
Augusto Boal

- Faustin Linyekula (Congo-Kinshasa) (Grote Prijs), danser en choreograaf
- Patricia Ariza (Colombia), dichteres en actrice
- Augusto Boal (Brazilië), theatermaker
- Emily Jacir (Palestijnse Gebieden), beeldend kunstenares
- Hollis Liverpool (Britse Maagdeneilanden), calypsozanger en schrijver
- Soedanese Schrijversunie (Soedan)
- Ars Aevi (Bosnië en Herzegovina), kunstmuseum
- Oscar Hagerman (Mexico), architect en ontwerper
- Haroetjoen Chatsjatrjan (Armenië), filmmaker
- Godfrey Mwampembwa, alias Gado (Kenia/Tanzania), cartoonist
- Radio Isanganiro (Burundi), mensenrechtenorganisatie

### 2008

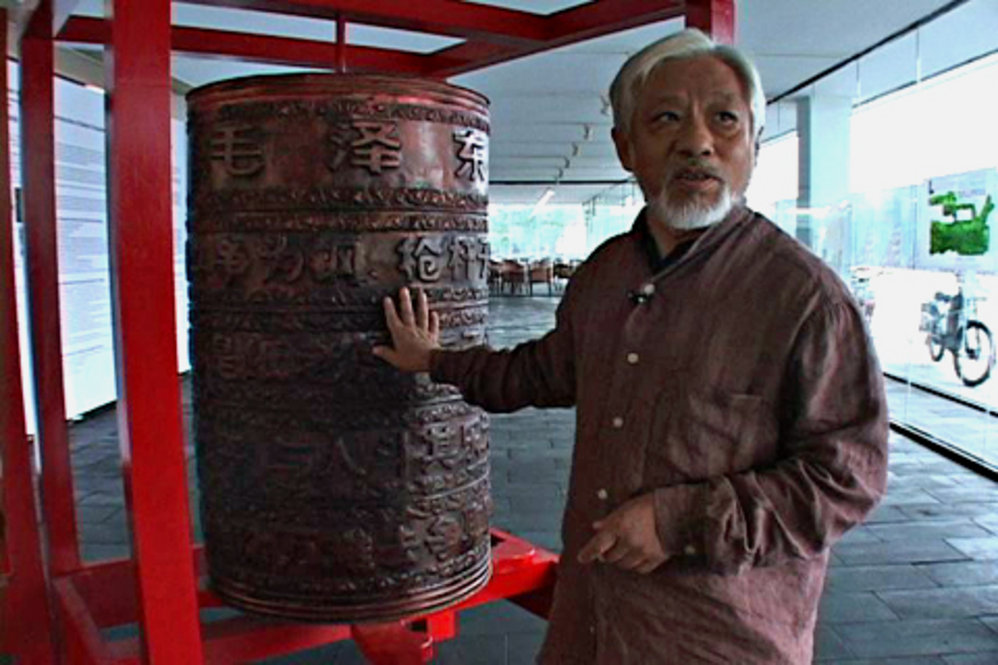
Li Xianting

ThemaCultuur en het menselijk lichaam
Laureaten
- Indira Goswami (India) (Grote Prijs), schrijfster en dichteres
- Li Xianting (Volksrepubliek China), kunstcriticus
- Ganchoegiyn Poerevbat (Mongolië), kunstschilder, museumdirecteur en lama
- Ousmane Sow (Senegal), beeldhouwer
- Dayanita Singh (India), fotografe
- Elia Suleiman (Palestijnse Gebieden), filmmaker
- James Iroha Uchechukwu (Nigeria), fotograaf
- Tania Bruguera (Cuba), beeldend kunstenares
- Ma Ke (Volksrepubliek China), modeontwerpster
- Jeanguy Saintus (Haïti), danser en choreograaf
- Carlos Henríquez Consalvi (Venezuela/El Salvador), radiomaker en museumdirecteur

### 2009
ThemaCultuur en natuur
Laureaten

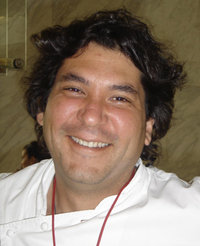
Gastón Acurio

- Simón Vélez (Colombia) (Grote Prijs), architect
- El Anatsui (Ghana), beeldhouwer
- Doual'art (Kameroen), kunstorganisatie
- Liang Shaoji (Volksrepubliek China), conceptueel kunstenaar
- Jivya Soma Mashe (India), beeldend kunstenaar
- Sammy Baloji (Congo-Kinshasa), fotograaf
- Santu Mofokeng (Zuid-Afrika), fotograaf
- Kanak Dixit (Nepal), uitgever en schrijver
- Instituut voor de Geschiedenis van Nicaragua en Centraal-Amerika (Nicaragua)
- Desiderio Navarro (Cuba), kunst- en cultuurcriticus
- Gastón Acurio (Peru), kok en gastronoom

### 2010
ThemaGrenzen van de realiteit
Laureaten

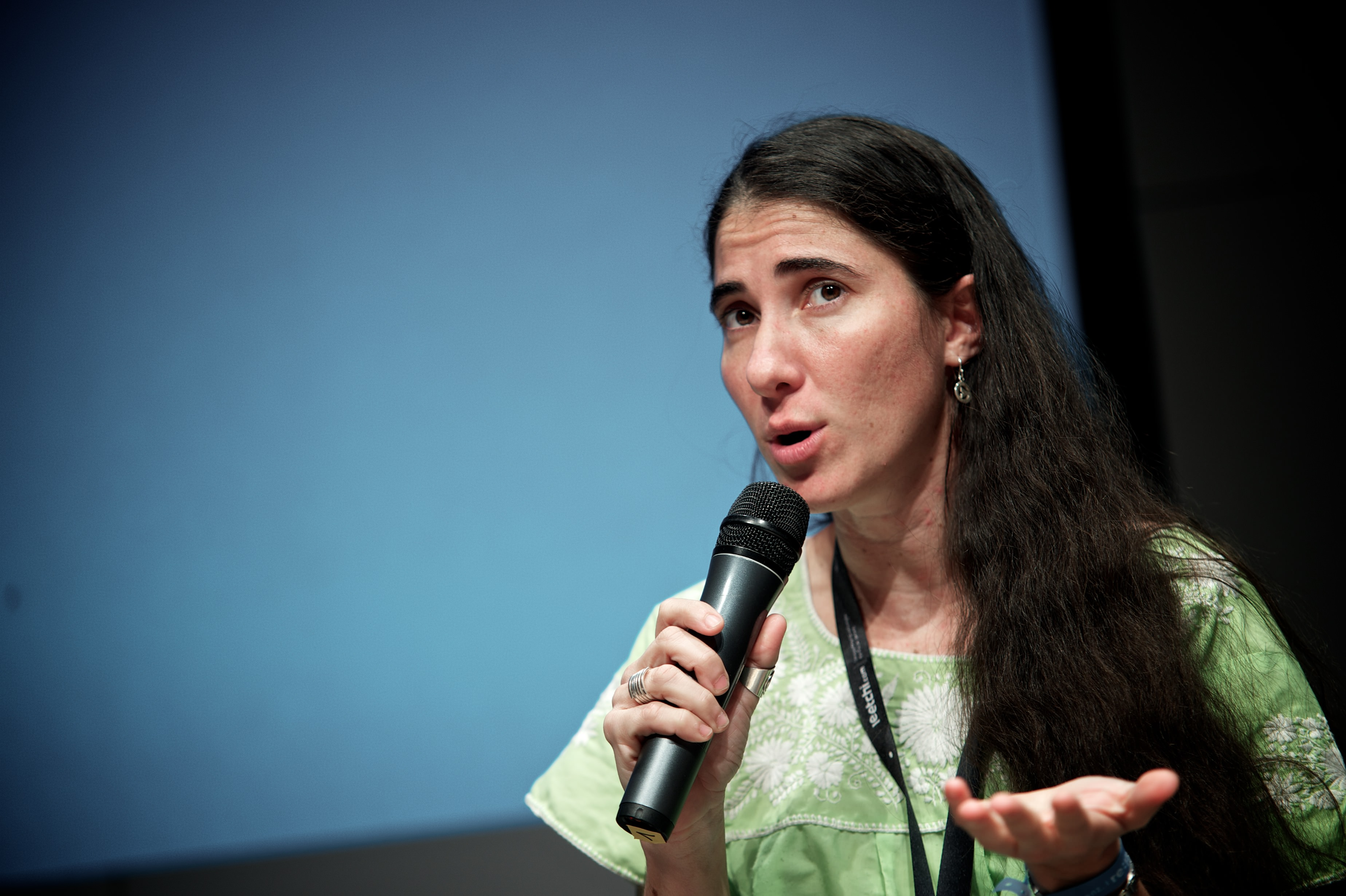
Yoani Sánchez (2013)

- Barzakh Editions (Algerije) (Grote Prijs), onafhankelijke uitgeverij
- Decolonizing Architecture institute (DAi, Palestijnse Gebieden), architectonisch instituut
- Jia Zhangke (Volksrepubliek China), filmmaker, acteur en schrijver
- Kwani? (Kenia), literair tijdschrift
- Ana Maria Machado (Brazilië), kunstschilderes en schrijfster
- Yoani Sánchez (Cuba), bloggster en mensenrechtenactiviste
- Maya Goded (Mexico), fotografe
- Gulnara Kasmalieva en Muratbek Djoemaliev (Kirgizië), beeldend kunstenaarsduo
- Dinh Q. Lê (Vietnam), beeldend kunstenaar en fotograaf
- Mehrdad Oskouei (Iran), documentairemaker
- Aung Zaw (Thailand), uitgever

### 2011
ThemaDoorbreken van taboes
Laureaten

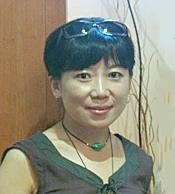
Woeser

- Ntone Edjabe met Chimurenga (Pan-Afrika) (Grote Prijs), dj, schrijver en uitgever
- Said Atabekov (Kazachstan), beeldend kunstenaar en video- en fotograaf
- Book Café (Zimbabwe), platform voor vrije culturele expressie
- Nidia Bustos (Nicaragua), cultureel activiste en theaterdirectrice
- Rena Effendi (Azerbeidzjan), fotografe
- Regina José Galindo (Guatemala), bodyart- en performancekunstenares
- Ilkhom Theater (Oezbekistan), onafhankelijk theater
- Kettly Mars (Haïti), dichteres en schrijfster
- Rabih Mroué (Libanon), theatermaker en beeldend kunstenaar
- Riwaq (Palestijnse Gebieden), architectonische organisatie
- Woeser (Tibet/China), schrijfster, dichteres en dissident bloggster

### 2012
Laureaten

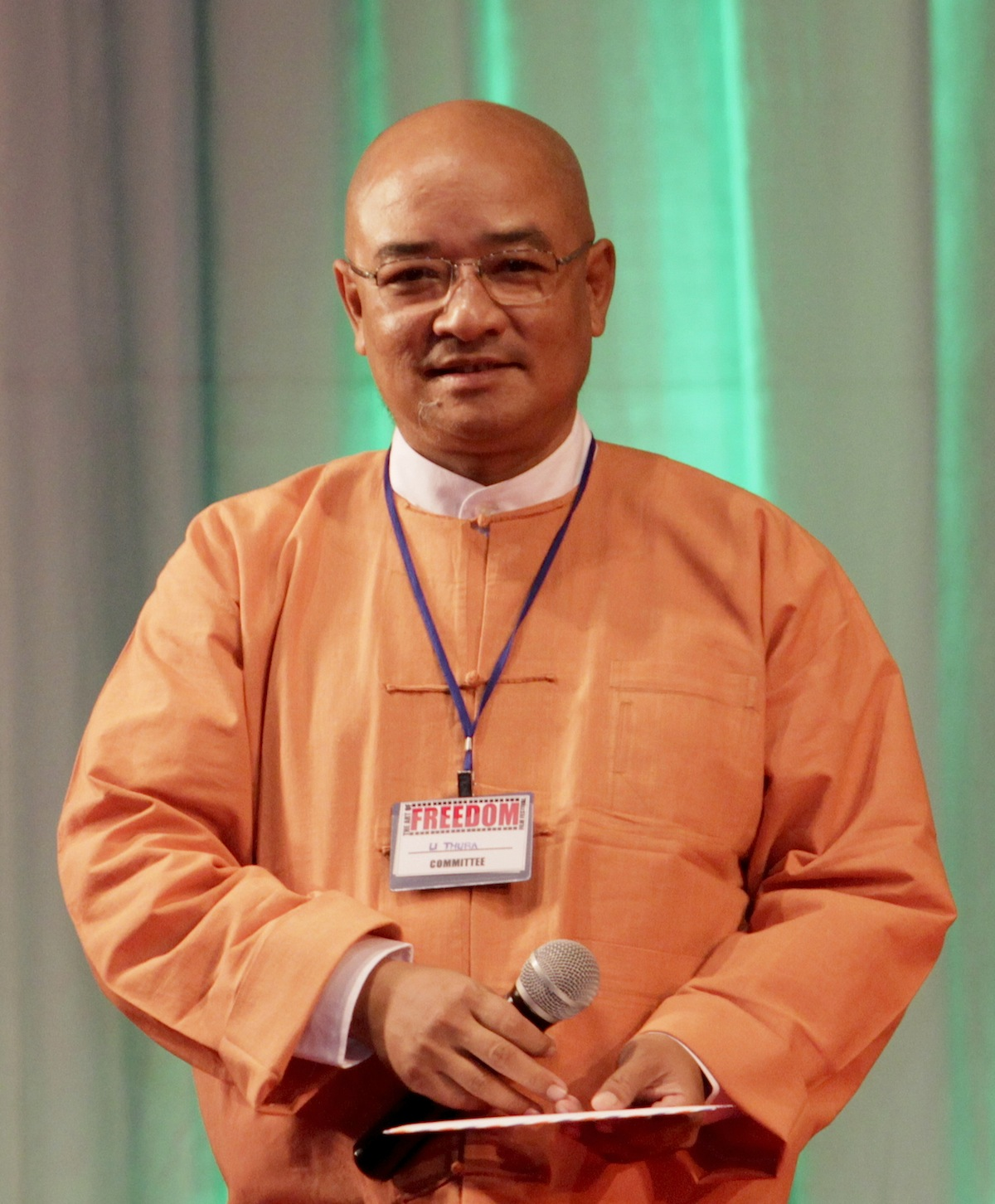
Zarganar

- Eloísa Cartonera (Argentinië) (Grote Prijs), samenwerkingsverband van ontwerpers en schrijvers
- Sami Ben Gharbia (Tunesië), internetactivist
- Habiba Djahnine (Algerije), filmproducent, filmfestivalcurator en essayiste
- Yassin al-Haj Saleh (Syrië), schrijver en dissident
- Widad Kawar (Palestijnse Gebieden), verzamelaar en onderzoeker van Arabische kleding en bijouterie
- Teresa Margolles (Mexico), fotograaf, videograaf en performancekunstenaar
- Boniface Mwangi (Kenia), persfotograaf en vredesactivist
- Phare Ponleu Selpak (Cambodja), culturele opbouworganisatie
- Ian Randle (Jamaica), onafhankelijk uitgever
- Maung Thura, alias Zarganar (Myanmar), komiek en filmmaker
- Mohamed Ibrahim Warsame, ook wel Hadraawi (Somalië), dichter en songwriter

### 2013
Laureaten

Ahmed Negm

- Ahmed Fouad Negm (Egypte) (Grote Prijs), dichter
- Oscar Muñoz (Colombia), beeldend kunstenaar
- Naiza Khan (Pakistan), beeldend kunstenaar
- Idrissou Mora-Kpaï (Benin), documentairemaker
- Lu Guang (China), fotograaf
- Zanele Muholi (Zuid-Afrika), fotograaf en beeldend activist
- Orquesta de Instrumentos Reciclados Cateura (Paraguay), jeugdorkest
- Christopher Cozier (Trinidad en Tobago), kunstenaar
- Teater Garasi (Indonesië), lab voor performancekunst
- Carla Fernández (Mexico), modeontwerpster
- Alejandro Zambra (Chili), schrijver

### 2014
ThemaCultuur in actie
Laureaten

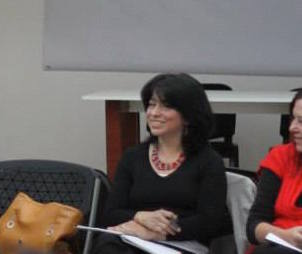
Rosina Cazali (Guatemala, 2013)

- Ignacio Agüero (Chili), (Grote Prijs)filmer
- Rosina Cazali, (Guatemala), schrijfster en tentoonstellingsmaker
- Lav Diaz, (Filipijnen), filmer
- FX Harsono, (Indonesië), visueel kunstenaar
- Gülsün Karamustafa, (Turkije), visueel kunstenaar
- Tran Luong, (Vietnam), mediakunstenaar
- Museo Itinerante de Arte por la Memoria, (Peru), kunstcollectief
- Abel Rodríguez, (Colombia), kunstenaar[1]
- Lia Rodrigues, (Brazilië), choreografe
- SPARROW Sound & Picture Archives for Research on Women, (India), vrouwenarchief

### 2015
Laureaten

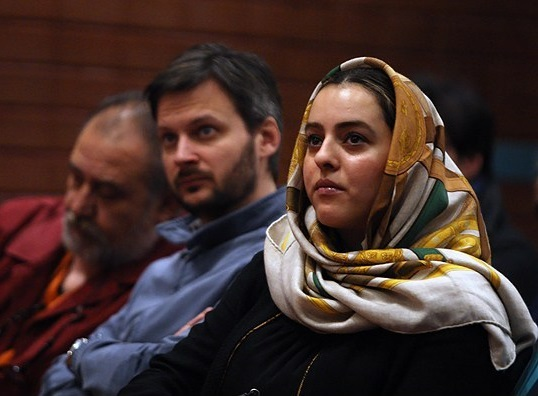
Newsha Tavakolian (Fars News Agency, 2012)

- Newsha Tavakolian (Iran) (Grote prijs), fotojournalist en kunstenaar
- Latif Al-Ani (Irak), fotograaf
- Amakhosi (Zimbabwe), theater en culturele organisatie
- Jelili Atiku (Nigeria), performancekunstenaar
- Jean-Pierre Bekolo (Kameroen), filmmaker
- Grupo Etcétera (Argentinië/Chili), kunstenaarscollectief
- Perhat Khaliq (China), muzikant en singer-songwriter
- Fatos Lubonja (Albanië), publicist en publiek intellectueel
- Ossama Mohammed (Syrië), filmmaker
- Oksana Shatalova (Kazachstan), visueel kunstenaar, criticus en conservator
- Y’en a Marre (Senegal), muziek, collectief van hiphopmuzikanten en journalisten

### 2016
Laureaten

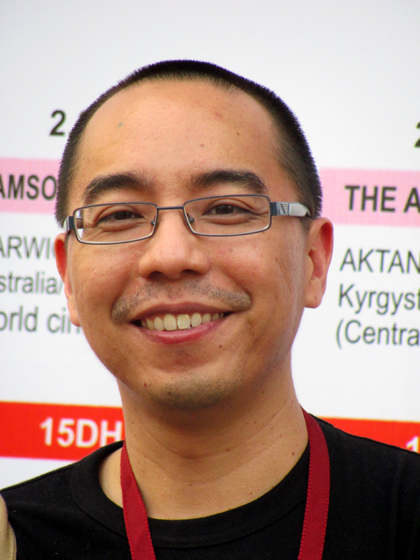
Apichatpong Weerasethakul

- Apichatpong Weerasethakul (Thailand) (Grote prijs) , filmmaker
- Kamal Mouzawouk (Libanon), chef-kok en voedselactivist
- PeaceNiche/The Second Floor (Pakistan), debatcentrum
- Bahia Shebab (Egypte/Libanon), kunstenares en activiste
- La Silla Vacia (Colombia), Interactief portal voor nieuws en verhalen
- Vo Trong Nghia (Vietnam) duurzaam architect.

### 2017
Laureaten

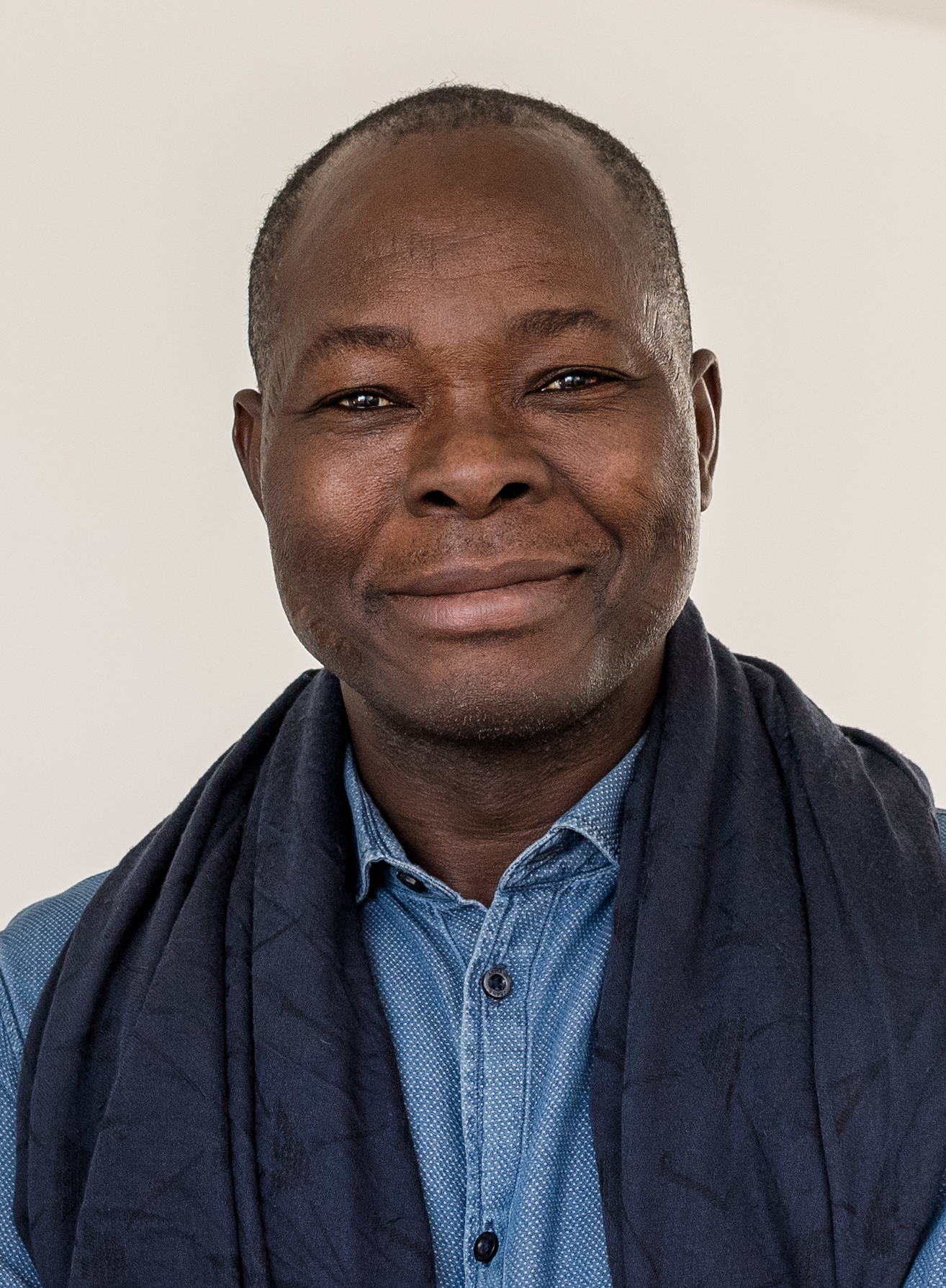
Diébédo Francis Kéré (2019)

- Vincent Carelli (Brazilië) (Grote prijs), documentairemaker en appbouwer
- Ma Jun (China), ontwerper van nieuwe media en milieuactivist
- Khadija Al-Salami (documentairemaker, Jemen)
- L’Art Rue (kunstcollectief, Tunesië)
- Brigitte Baptiste (wetenschapper, Colombia)
- Amar Kanwar (filmregisseur, India)
- Diébédo Francis Kéré (architect, Burkina Faso)

### 2018
ThemaLouder than Words
Nieuwe categorie, Next Generation Prijs voor jonge creatieven.
Laureaten
- Market Photo Workshop (Zuid-Afrika) (Grote prijs), fotografieopleiding
- Dada Masilo, Zuid-Afrikaanse danseres en choreografe, winnaar Next Generation Prijs
- Adong Judith, (Oeganda), toneelschrijfster
- Marwa al-Sabouri, (Syrië), architecte
- Kidlat Tahimik, (Filipijnen), kunstenaar en filmmaker
- Eka Kurniawan, (Indonesië), schrijver
- O Menelick 2 Ato, Braziliaanse tijdschrift

### 2019
Laureaten
- Kamala Ibrahim Ishag, beeldend kunstenares (Soedan) (Grote prijs)
- Ambulante (documentaires, Mexico)
- Mariam Kamara (architecte, Niger)
- Bill Kouélany (artieste & schrijfster, Congo-Brazzaville)
- Djamila Ribeiro (filosofe, Brazilië)
- Anocha Suwichakornpong (filmmaakster, Thailand)
- Mónica Ojeda Franco (schrijfster, Ecuador), winnaar Next Generation Prijs

### 2020
Laureaten
- Ibrahim Mahama, beeldend kunstenaar (Ghana) (Grote prijs)
- Hira Nabi, (Pakistan), winnaar Next Generation Prijs